# (185638) Erwinschwab
(185638) Erwinschwab est un astéroïde de la ceinture principale.

## Description
(185638) Erwinschwab est un astéroïde de la ceinture principale. Il fut découvert le 1er mars 2008 à La Sagra par l'Observatoire astronomique de Majorque. Il présente une orbite caractérisée par un demi-grand axe de 2,38 UA, une excentricité de 0,16 et une inclinaison de 2,9° par rapport à l'écliptique.

## Compléments